# Бертран дьо Бланшфор
Бертран дьо Бланшфор (на френски: Bertrand de Blanquefort) е велик магистър на тамплиерите от 1156 до 1169 г. Той е роден в Гиен, Франция. Син е на Годфроа де Бланшфор и носи благородническа кръв. Бертран е един от значимите и влиятелни Велики магистри на Ордена на тамплиерите, като води много битки със сарацините. Заловен е в битка срещу тях и е хвърлен в тъмниците на Халеб, откъдето по-късно е откупен от византийския император Мануил I Комнин. Бертран престоява известно време във Византия, където си спечелва добро име. Спечелва също и благоразположението на Светия престол и по негово време папа Александър III издава булата Omne Datum Optimum (”Всеки дар е съвършен”), в която окончателно се поставя въпросът за пълната самостоятелност на Ордена от църквата, с изключение на папската институция. Крал Луи VII признава на Бертран дьо Бланшфор титлата „Велик магистър по волята Божия“.
Бертран пише устава на тамплиерите – Retraits, с което се създава структура на ордена от рицари с ясни роли и протоколи, включително и дипломати на ордена. Създадени са предпоставки срещу бъдещо узурпиране на поста на Велик магистър без подкрепата на рицарите.